# جاستن جاي مكارثي
جاستن جاي مكارثي (بالإنجليزية: Justin J. McCarthy)‏ هو كاهن كاثوليكي أمريكي، ولد في 26 نوفمبر 1900، وتوفي في 26 ديسمبر 1959.